# BMW Open
BMW Open, oficiálně BMW Open by bitpanda, je profesionální tenisový turnaj mužů hraný v německém Mnichově, metropoli Bavorska. Původně byl založen v roce 1899. V otevřené éře na něj navázal moderní turnaj. V rámci okruhu ATP Tour patří od sezóny 2025 do kategorie ATP Tour 500. Dějištěm se stal klub MTTC s otevřenými antukovými dvorci. Probíhá ve formě Mezinárodního tenisového mistrovství Bavorska (Internationale Tennis-Meisterschaften von Bayern). 
Vyjma finanční prémie získává vítěz dvouhry od titulárního partnera vůz BMW. Alexander Zverev v roce 2025 obdržel elektrické SUV BMW iX M70.

## Historie
V otevřené éře po roce 1968 turnaj navázal na původní mnichovskou událost, jejíž premiérový ročník proběhl roku 1900 v tenisovém klubu Münchner Tennis und Turnierclub (MTTC) Iphitos. Jedná se nejstarší mnichovský oddíl založený studenty v roce 1892, v němž se původně nacházely pouze travnaté dvorce. Následně byl povrch nahrazen antukou. Centrální kurt v Aumeisterwegu byl postaven v roce 1930 a jeho ochozy pojmou 5 600 diváků. 
Finanční dotaci turnaj premiérově poskytl v roce 1970. Její výše činila 20 tisíc dolarů.  V sezóně 1990 došlo k začlenění bavorského turnaje do nově založeného okruhu ATP Tour a v oficiálním pojmenování se objevil název generálního partnera, automobilky BMW. Nejmladším vítězem v otevřené éře se stal Argentinec Guillermo Perez-Roldan, který jako 17letý triumfoval v roce 1987 a následující sezónu titul obhájil.
V roce 2025 byl mnichovský turnaj povýšen s událostmi v Dallasu a Dauhá do kategorie ATP Tour 500. S tím vzrostl počet singlistů z dvaceti osmi na třicet dva a součástí čtyřhry se stala kvalifikace. Deblové soutěže se účastní šestnáct párů. V roce 2025 rovněž uzavřela organizace ATP víceleté partnerství s rakouskou kryptoměnovou burzou Bitpanda, který se stal oficiálním partnerem turnajů v Mnichově, Hamburku, Basileji, Halle, Stuttgartu, Kitzbühelu, Ženevě a na Mallorce.

## Přehled finále

### Dvouhra
| Rok  | vítěz                           | finalista                       | výsledek                        |
| ---- | ------------------------------- | ------------------------------- | ------------------------------- |
| 1899 | Richard Blaul                   | Stratzer                        | 7–5, 4–6, 6–3                   |
| 1900 | Rudolf Pummerer                 | Harold R. Bates                 | 6–0, 9–7                        |
| 1904 | Zdeněk Žemla                    | Rudolf Pummerer                 | 6–1, 6–2, 7–5                   |
| 1905 | Rudolf Pummerer                 | Otto Paul Lindpaintner          | 6–1, 6–2, 6–3                   |
| 1908 | George Logie                    | Heinrich Kleinschroth           | 7–5, 6–2, 6–1                   |
| 1909 | Felix Pipes                     | Robert Kleinschroth             | 6–0skreč                        |
| 1910 | Heinrich Kleinschroth           | Hugo Albrecht                   | 6–1, 6–0, 6–1                   |
| 1928 | Guillermo Robson                | Erik Worm                       | 6–3, 5–7, 7–5                   |
| 1929 | Alberto Del Bono                | Erik Worm                       | 6–4, 6–4                        |
| 1929 | Alberto Del Bono                | Erik Worm                       | 6–4, 6–4                        |
| 1930 | Emmanuel du Plaix               | Richard B. Bell                 | 2–6, 6–3, 3–6, 6–2, 6–4         |
| 1931 | Hjotare Satoh                   | Enrique Maier                   | 7–5, 4–6, 7–5, 6–1              |
| 1932 | Heinz Remmert                   | William L. Breese               | 6–1, 3–6, 6–3, 8–6              |
| 1933 | William Lawrence Breese         | Edler von der Planitz           | 6–4, 6–1                        |
| 1935 | Heinz Tüscher                   | Eberhard Nourney                | 4–6, 6–2, 8–6                   |
| 1936 | Alfred Gerstl                   | Rolf Goepfert                   | 6–4, 6–3                        |
| 1937 | Georg von Metaxa                | Ludwig Louis Haensch            | 4–6, 6–2, 4–6, 7–5, 6–3         |
| 1938 | Edmund Bartkowiak               | Joachim Hildebrandt             | 6–3, 6–2, 1–1skreč              |
| 1939 | Henner Henkel                   | Engelbert Koch                  | 6–4, 6–4, 6–2                   |
| 1940 | turnaj se nekonal               | turnaj se nekonal               | turnaj se nekonal               |
| 1945 | turnaj se nekonal               | turnaj se nekonal               | turnaj se nekonal               |
| 1946 | Gottfried von Cramm             | Roderich Menzel                 | 6–3, 6–0, 6–3                   |
| 1947 | Roderich Menzel                 | Gottfried von Cramm             | 6–2, 6–4, 6–2                   |
| 1948 | Helmuth Gulcz                   | Willi Stingl                    | 7–5skreč                        |
| 1949 | Gottfried von Cramm             | Ernst Buchholz                  | 3–6, 7–5, 6–1, 6–0              |
| 1950 | Gottfried von Cramm             | Jan Dostál                      | 6–4, 6–4, 6–1                   |
| 1951 | Rolando Del Bello               | Roderich Menzel                 | 6–2, 1–6, 7–5, 6–2              |
| 1952 | turnaj se nekonal               | turnaj se nekonal               | turnaj se nekonal               |
| 1953 | Jaroslav Drobný                 | Armando Vieira                  | 6–3, 6–1, 6–3                   |
| 1954 | Budge Patty                     | Hugh Stewart                    | 6–4, 6–2, 6–4                   |
| 1955 | Budge Patty                     | Art Larsen                      | 6–3, 6–3, 6–3                   |
| 1956 | Budge Patty                     | Lew Hoad                        | 1–6, 0–6, 6–2, 7–5, 6–4         |
| 1957 | Mervyn Rose                     | Budge Patty                     | 5–7, 12–10, 5–7, 6–2, 6–4       |
| 1958 | Orlando Sirola                  | Luis Ayala                      | 3–6, 7–5, 1–6, 11–9, 6–4        |
| 1959 | Bob Hewitt                      | Pierre Darmon                   | 6–3, 6–3, 8–6                   |
| 1960 | Don Candy                       | Jan-Erik Lundqvist              | 5–7, 6–3, 6–0, 3–6, 6–2         |
| 1961 | Roy Emerson                     | Bob Hewitt                      | 6–2, 6–3, 6–2                   |
| 1962 | José Edison Mandarino           | Manuel Santana                  | 1–6, 6–3, 6–2, 6–4              |
| 1963 | Patricio Rodrigues              | Nikola Pilić                    | 1–6, 4–6, 7–5, 9–7, 6–2         |
| 1964 | Manuel Santana                  | Bob Hewitt                      | 6–2, 6–3, 11–9                  |
| 1965 | Christian Kuhnke                | Ingo Buding                     | 6–4, 6–1, 6–3                   |
| 1966 | István Gulyás                   | Wilhelm Bungert                 | 6–4, 4–6, 8–6, 9–7              |
| 1967 | Martin Mulligan                 | Wilhelm Bungert                 | 6–4, 3–6, 6–4, 6–4              |
| 1968 | Martin Mulligan                 | Ion Țiriac                      | 6–3, 3–6, 7–5, 6–3              |
| 1969 | Bob Hewitt                      | Christian Kuhnke                | 6–4, 3–6, 6–2, 6–2              |
| 1970 | Ion Țiriac                      | Nikola Pilić                    | 2–6, 9–7, 6–3, 6–4              |
| 1971 | Juan Gisbert Sr                 | Péter Szőke                     | 6–2, 6–4, 6–4                   |
| 1972 | turnaj se nekonal               | turnaj se nekonal               | turnaj se nekonal               |
| 1973 | Sandy Mayer                     | Harald Elschenbroich            | 6–4, 6–3, 6–3                   |
| 1974 | Jürgen Fassbender               | François Jauffret               | 6–2, 5–7, 6–1, 6–4              |
| 1975 | Guillermo Vilas                 | Karl Meiler                     | 2–6, 6–0, 6–2, 6–3              |
| 1976 | Manuel Orantes                  | Karl Meiler                     | 6–1, 6–4, 6–1                   |
| 1977 | Željko Franulović               | Víctor Pecci                    | 6–1, 6–1, 6–7, 7–5              |
| 1978 | Guillermo Vilas                 | Buster Mottram                  | 6–1, 6–3, 6–3                   |
| 1979 | Manuel Orantes                  | Wojciech Fibak                  | 6–3, 6–2, 6–4                   |
| 1980 | Rolf Gehring                    | Christophe Freyss               | 6–2, 0–6, 6–2, 6–2              |
| 1981 | Chris Lewis                     | Christophe Roger-Vasselin       | 4–6, 6–2, 2–6, 6–1, 6–1         |
| 1982 | Gene Mayer                      | Peter Elter                     | 3–6, 6–3, 6–2, 6–1              |
| 1983 | Tomáš Šmíd                      | Joakim Nyström                  | 6–0, 6–3, 4–6, 2–6, 7–5         |
| 1984 | Libor Pimek                     | Gene Mayer                      | 6–4, 4–6, 7–6, 6–4              |
| 1985 | Joakim Nyström                  | Hans Schwaier                   | 6–1, 6–0                        |
| 1986 | Emilio Sánchez                  | Ricki Osterthun                 | 6–1, 6–3                        |
| 1987 | Guillermo Pérez Roldán          | Marián Vajda                    | 6–3, 7–6                        |
| 1988 | Guillermo Pérez Roldán          | Jonas Svensson                  | 7–5, 6–3                        |
| 1989 | Andrej Česnokov                 | Martin Střelba                  | 5–7, 7–6, 6–2                   |
| 1990 | Karel Nováček                   | Thomas Muster                   | 6–4, 6–2                        |
| 1991 | Magnus Gustafsson               | Guillermo Pérez Roldán          | 3–6, 6–3, 4–3skreč              |
| 1992 | Magnus Larsson                  | Petr Korda                      | 6–4, 4–6, 6–1                   |
| 1993 | Ivan Lendl                      | Michael Stich                   | 7–6(7–2), 6–3                   |
| 1994 | Michael Stich                   | Petr Korda                      | 6–2, 2–6, 6–3                   |
| 1995 | Wayne Ferreira                  | Michael Stich                   | 7–5, 7–6(8–6)                   |
| 1996 | Ctislav Doseděl                 | Carlos Moyà                     | 6–4, 4–6, 6–3                   |
| 1997 | Mark Philippoussis              | Àlex Corretja                   | 7–6(7–3), 1–6, 6–4              |
| 1998 | Thomas Enqvist                  | Andre Agassi                    | 6–7(4–7), 7–6(8–6), 6–4         |
| 1999 | Franco Squillari                | Andrei Pavel                    | 6–4, 6–3                        |
| 2000 | Franco Squillari                | Tommy Haas                      | 6–4, 6–4                        |
| 2001 | Jiří Novák                      | Anthony Dupuis                  | 6–4, 7–5                        |
| 2002 | Júnis Al Ajnáví                 | Rainer Schüttler                | 6–4, 6–4                        |
| 2003 | Roger Federer                   | Jarkko Nieminen                 | 6–1, 6–4                        |
| 2004 | Nikolaj Davyděnko               | Martin Verkerk                  | 6–4, 7–5                        |
| 2005 | David Nalbandian                | Andrei Pavel                    | 6–4, 6–1                        |
| 2006 | Olivier Rochus                  | Kristof Vliegen                 | 6–4, 6–2                        |
| 2007 | Philipp Kohlschreiber           | Michail Južnyj                  | 2–6, 6–3, 6–4                   |
| 2008 | Fernando González               | Simone Bolelli                  | 7–6(7–4), 6–7(4–7), 6–3         |
| 2009 | Tomáš Berdych                   | Michail Južnyj                  | 6–4, 4–6, 7–6(7–5)              |
| 2010 | Michail Južnyj                  | Marin Čilić                     | 6–3, 4–6, 6–4                   |
| 2011 | Nikolaj Davyděnko               | Florian Mayer                   | 6–3, 3–6, 6–1                   |
| 2012 | Philipp Kohlschreiber           | Marin Čilić                     | 7–6(10–8), 6–3                  |
| 2013 | Tommy Haas                      | Philipp Kohlschreiber           | 6–3, 7–6(7–3)                   |
| 2014 | Martin Kližan                   | Fabio Fognini                   | 2–6, 6–1, 6–2                   |
| 2015 | Andy Murray                     | Philipp Kohlschreiber           | 7–6(7–4), 5–7, 7–6(7–4)         |
| 2016 | Philipp Kohlschreiber           | Dominic Thiem                   | 7–6(9–7), 4–6, 7–6(7–4)         |
| 2017 | Alexander Zverev                | Guido Pella                     | 6–4, 6–3                        |
| 2018 | Alexander Zverev                | Philipp Kohlschreiber           | 6–3, 6–3                        |
| 2019 | Cristian Garín                  | Matteo Berrettini               | 6–1, 3–6, 7–6(7–1)              |
| 2020 | zrušeno pro pandemii koronaviru | zrušeno pro pandemii koronaviru | zrušeno pro pandemii koronaviru |
| 2021 | Nikoloz Basilašvili             | Jan-Lennard Struff              | 6–4, 7–6(7–5)                   |
| 2022 | Holger Rune                     | Botic van de Zandschulp         | 3–4skreč                        |
| 2023 | Holger Rune                     | Botic van de Zandschulp         | 6–4, 1–6, 7–67–3                |
| 2024 | Jan-Lennard Struff              | Taylor Fritz                    | 7–5, 6–3                        |
| 2025 | Alexander Zverev                | Ben Shelton                     | 6–2, 6–4                        |

### Čtyřhra
| Rok  | vítězové                             | finalisté                             | výsledek                        |
| ---- | ------------------------------------ | ------------------------------------- | ------------------------------- |
| 1974 | Antonio Muñoz Manuel Orantes         | Jürgen Fassbender Hans-Jürgen Pohmann | 2–6, 6–4, 7–6, 6–2              |
| 1975 | Wojciech Fibak Jan Kodeš             | Milan Holeček Karl Meiler             | 7–5, 6–3                        |
| 1976 | Juan Gisbert Manuel Orantes          | Jürgen Fassbender Hans-Jürgen Pohmann | 1–6, 6–3, 6–2, 2–3skreč         |
| 1977 | František Pála Balázs Taróczy        | Nikki Spear John Whitlinger           | 6–3, 6–4                        |
| 1978 | Ion Țiriac Guillermo Vilas           | Jürgen Fassbender Tom Okker           | 3–6, 6–4, 7–6                   |
| 1979 | Wojciech Fibak Tom Okker             | Jürgen Fassbender Jean-Louis Haillet  | 7–6, 7–5                        |
| 1980 | Heinz Günthardt Bob Hewitt           | David Carter Chris Lewis              | 7–6, 6–1                        |
| 1981 | David Carter Paul Kronk              | Eric Fromm Šlomo Glickstein           | 6–3, 6–4                        |
| 1982 | Chip Hooper Mel Purcell              | Tian Viljoen Danie Visser             | 6–4, 7–6                        |
| 1983 | Chris Lewis Pavel Složil             | Anders Järryd Tomáš Šmíd              | 6–4, 6–2                        |
| 1984 | Boris Becker Wojciech Fibak          | Eric Fromm Florin Segărceanu          | 6–4, 4–6, 6–1                   |
| 1985 | Mark Edmondson Kim Warwick           | Sergio Casal Emilio Sánchez           | 4–6, 7–5, 7–5                   |
| 1986 | Sergio Casal Emilio Sánchez          | Broderick Dyke Wally Masur            | 6–3, 4–6, 6–3                   |
| 1987 | Jim Pugh Blaine Willenborg           | Sergio Casal Emilio Sánchez           | 7–6, 4–6, 6–4                   |
| 1988 | Rick Leach Jim Pugh                  | Alberto Mancini Christian Miniussi    | 7–6, 6–1                        |
| 1989 | Javier Sánchez Balázs Taróczy        | Peter Doohan Laurie Warder            | 7–6, 6–3                        |
| 1990 | Udo Riglewski Michael Stich          | Petr Korda Tomáš Šmíd                 | 6–1, 6–4                        |
| 1991 | Patrick Galbraith Todd Witsken       | Anders Järryd Danie Visser            | 7–5, 6–4                        |
| 1992 | David Adams Menno Oosting            | Carl Limberger Tomáš Anzari           | 3–6, 7–5, 6–3                   |
| 1993 | Martin Damm Henrik Holm              | Karel Nováček Carl-Uwe Steeb          | 6–0, 3–6, 7–5                   |
| 1994 | Jevgenij Kafelnikov David Rikl       | Boris Becker Petr Korda               | 7–6, 7–5                        |
| 1995 | Trevor Kronemann David Macpherson    | Luis Lobo Javier Sánchez              | 6–3, 6–4                        |
| 1996 | Lan Bale Stephen Noteboom            | Olivier Delaître Diego Nargiso        | 4–6, 7–6, 6–4                   |
| 1997 | Pablo Albano Àlex Corretja           | Karsten Braasch Jens Knippschild      | 3–6, 7–5, 6–2                   |
| 1998 | Todd Woodbridge Mark Woodforde       | Joshua Eagle Andrew Florent           | 6–0, 6–3                        |
| 1999 | Daniel Orsanic Mariano Puerta        | Massimo Bertolini Cristian Brandi     | 7–6, 3–6, 7–6                   |
| 2000 | David Adams John-Laffnie de Jager    | Max Mirnyj Nenad Zimonjić             | 6–4, 6–4                        |
| 2001 | Petr Luxa Radek Štěpánek             | Jaime Oncins Daniel Orsanic           | 5–7, 6–2, 7–6                   |
| 2002 | Petr Luxa Radek Štěpánek             | Petr Pála Pavel Vízner                | 6–0, 6–7, [11–9]                |
| 2003 | Wayne Black Kevin Ullyett            | Joshua Eagle Jared Palmer             | 6–3, 7–5                        |
| 2004 | James Blake Mark Merklein            | Julian Knowle Nenad Zimonjić          | 6–2, 6–4                        |
| 2005 | Mario Ančić Julian Knowle            | Florian Mayer Alexander Waske         | 6–3, 1–6, 6–3                   |
| 2006 | Andrei Pavel Alexander Waske         | Alexander Peya Björn Phau             | 6–4, 6–2                        |
| 2007 | Philipp Kohlschreiber Michail Južnyj | Jan Hájek Jaroslav Levinský           | 6–1, 6–4                        |
| 2008 | Michael Berrer Rainer Schüttler      | Scott Lipsky David Martin             | 7–5, 3–6, [10–8]                |
| 2009 | Jan Hernych Ivo Minář                | Ashley Fisher Jordan Kerr             | 6–4, 6–4                        |
| 2010 | Oliver Marach Santiago Ventura       | Eric Butorac Michael Kohlmann         | 5–7, 6–3, [16–14]               |
| 2011 | Simone Bolelli Horacio Zeballos      | Andreas Beck Christopher Kas          | 7–6(3), 6–4                     |
| 2012 | František Čermák Filip Polášek       | Xavier Malisse Dick Norman            | 6–4, 7–5                        |
| 2013 | Jarkko Nieminen Dmitrij Tursunov     | Marcos Baghdatis Eric Butorac         | 6–1, 6–4                        |
| 2014 | Jamie Murray John Peers              | Colin Fleming Ross Hutchins           | 6–4, 6–2                        |
| 2015 | Alexander Peya Bruno Soares          | Alexander Zverev Mischa Zverev        | 4–6, 6–1, [10–5]                |
| 2016 | Henri Kontinen John Peers            | Juan Sebastián Cabal Robert Farah     | 6–3, 3–6, [10–7]                |
| 2017 | Juan Sebastián Cabal Robert Farah    | Jérémy Chardy Fabrice Martin          | 6–3, 6–3                        |
| 2018 | Ivan Dodig Rajeev Ram                | Nikola Mektić Alexander Peya          | 6–3, 7–5                        |
| 2019 | Frederik Nielsen Tim Pütz            | Marcelo Demoliner Divij Šaran         | 6–4, 6–2                        |
| 2020 | zrušeno pro pandemii koronaviru      | zrušeno pro pandemii koronaviru       | zrušeno pro pandemii koronaviru |
| 2021 | Kevin Krawietz Wesley Koolhof        | Sander Gillé Joran Vliegen            | 4–6, 6–4, [10–5]                |
| 2022 | Kevin Krawietz Andreas Mies          | Rafael Matos David Vega Hernández     | 4–6, 6–4, [10–7]                |
| 2023 | Alexander Erler Lucas Miedler        | Kevin Krawietz Tim Pütz               | 6–3, 6–4                        |
| 2024 | Juki Bhambri Albano Olivetti         | Andreas Mies Jan-Lennard Struff       | 7–6(8–6), 7–6(7–5)              |
| 2025 | André Göransson Sem Verbeek          | Kevin Krawietz Tim Pütz               | 6–4, 6–4                        |

## Rekordy otevřené éry
| Dvouhra                  | Dvouhra  | Dvouhra                                           |
| ------------------------ | -------- | ------------------------------------------------- |
| Nejvíce titulů           | 3        | Philipp Kohlschreiber Alexander Zverev            |
| Nejvíce finále           | 6        | Philipp Kohlschreiber                             |
| Nejvíce vyhraných zápasů | 35       | Philipp Kohlschreiber                             |
| Nejstarší vítěz          | 35 let   | Tommy Haas (2013)                                 |
| Nejmladší vítěz          | 17 let   | Guillermo Pérez Roldán (1987)                     |
| Nejvýše postavený vítěz  | 2. ATP   | Guillermo Vilas (1975, 1978) Michael Stich (1994) |
| Nejníže postavený vítěz  | 111. ATP | Martin Kližan (2014)                              |

## Galerie

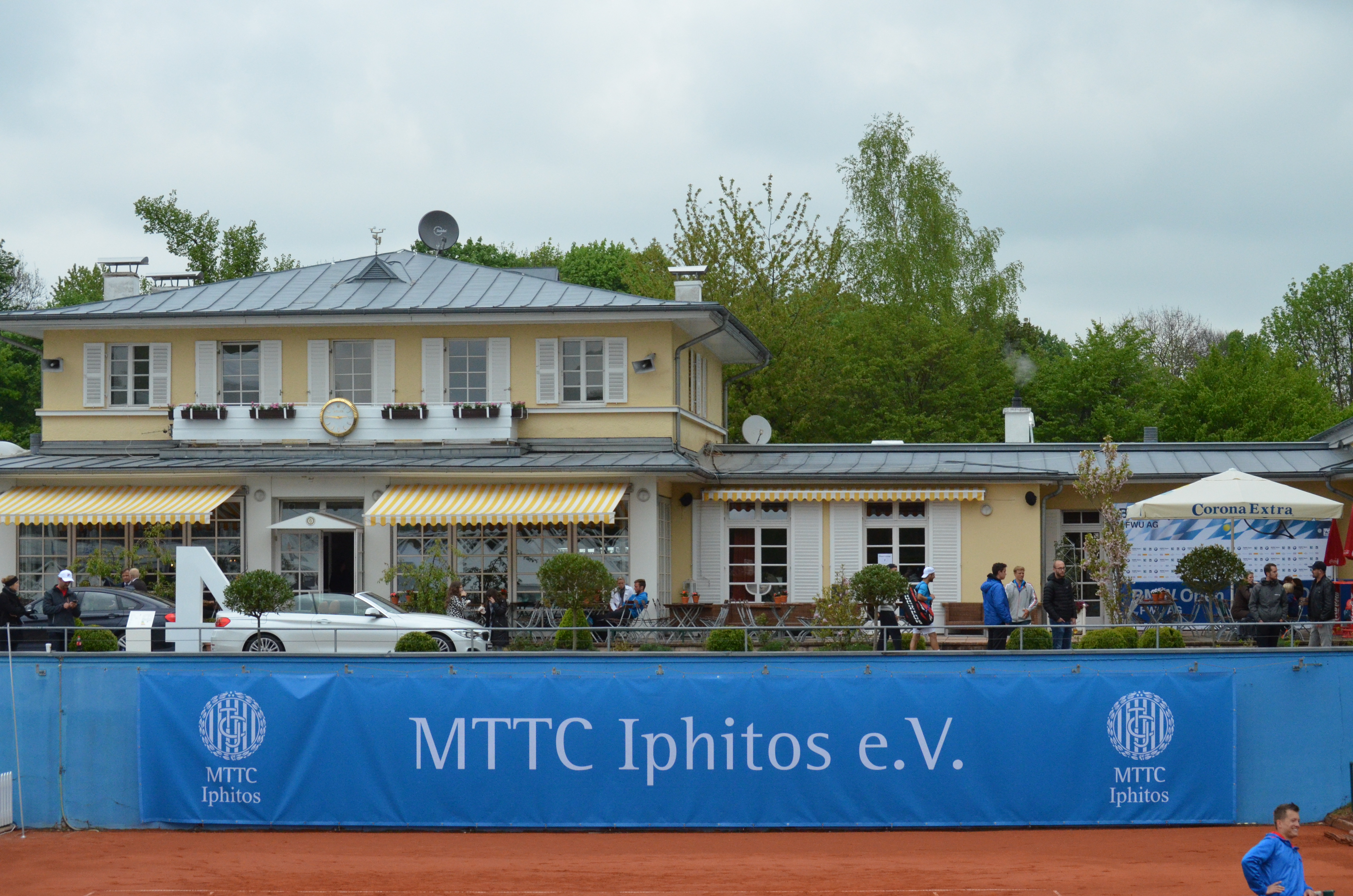
Areál klubu
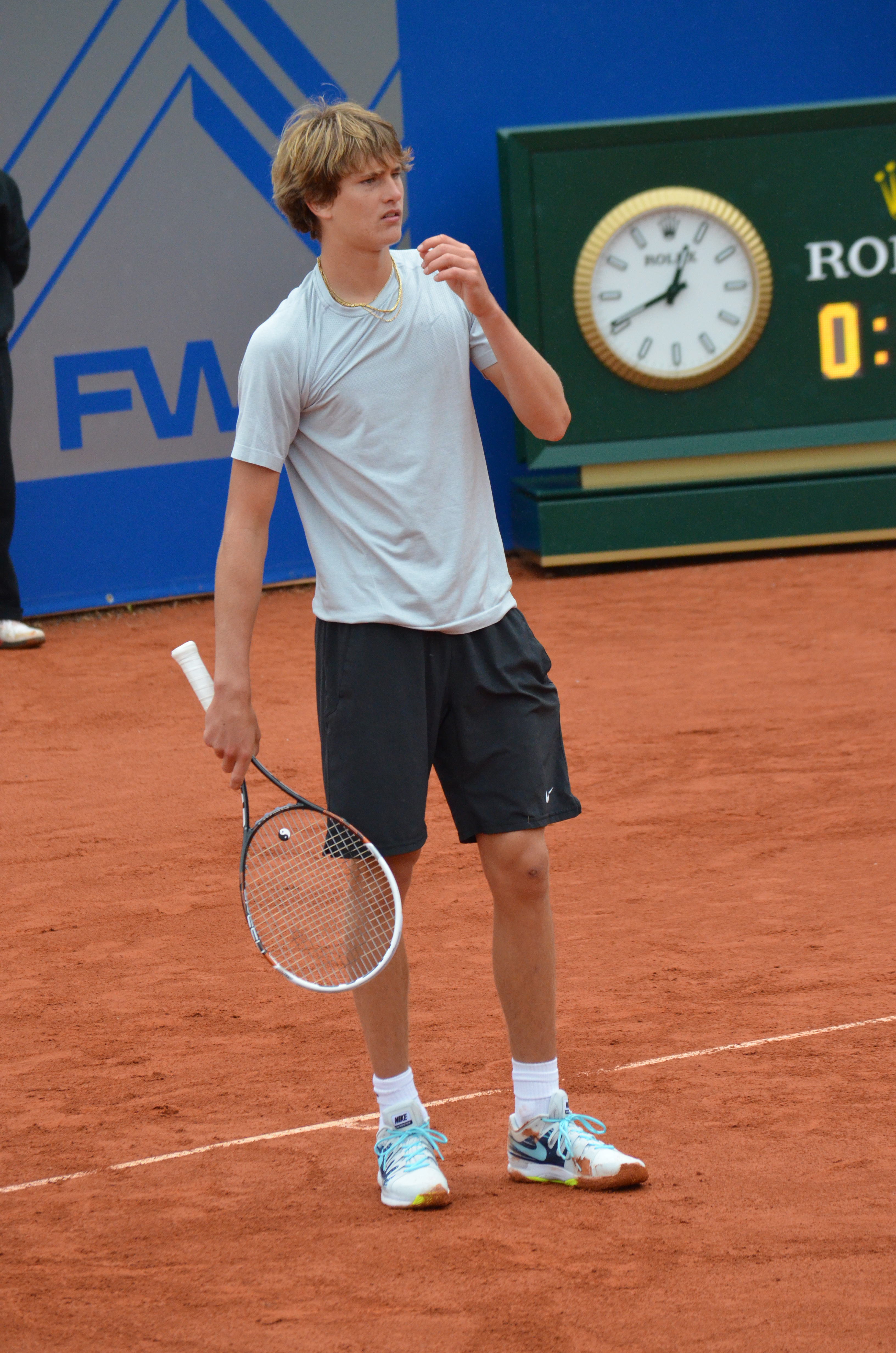
Alexander Zverev, 2014
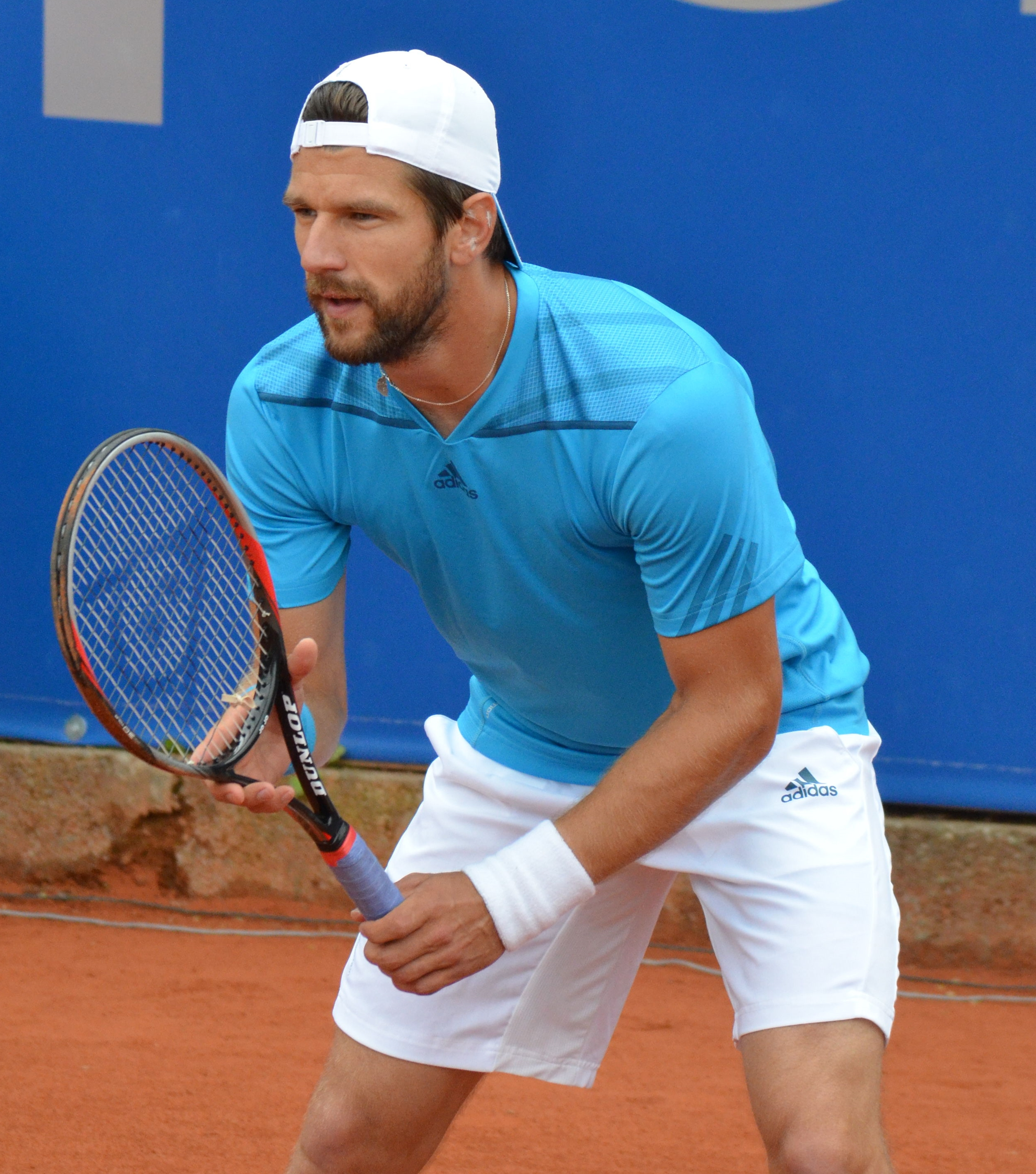
Jürgen Melzer, 2014
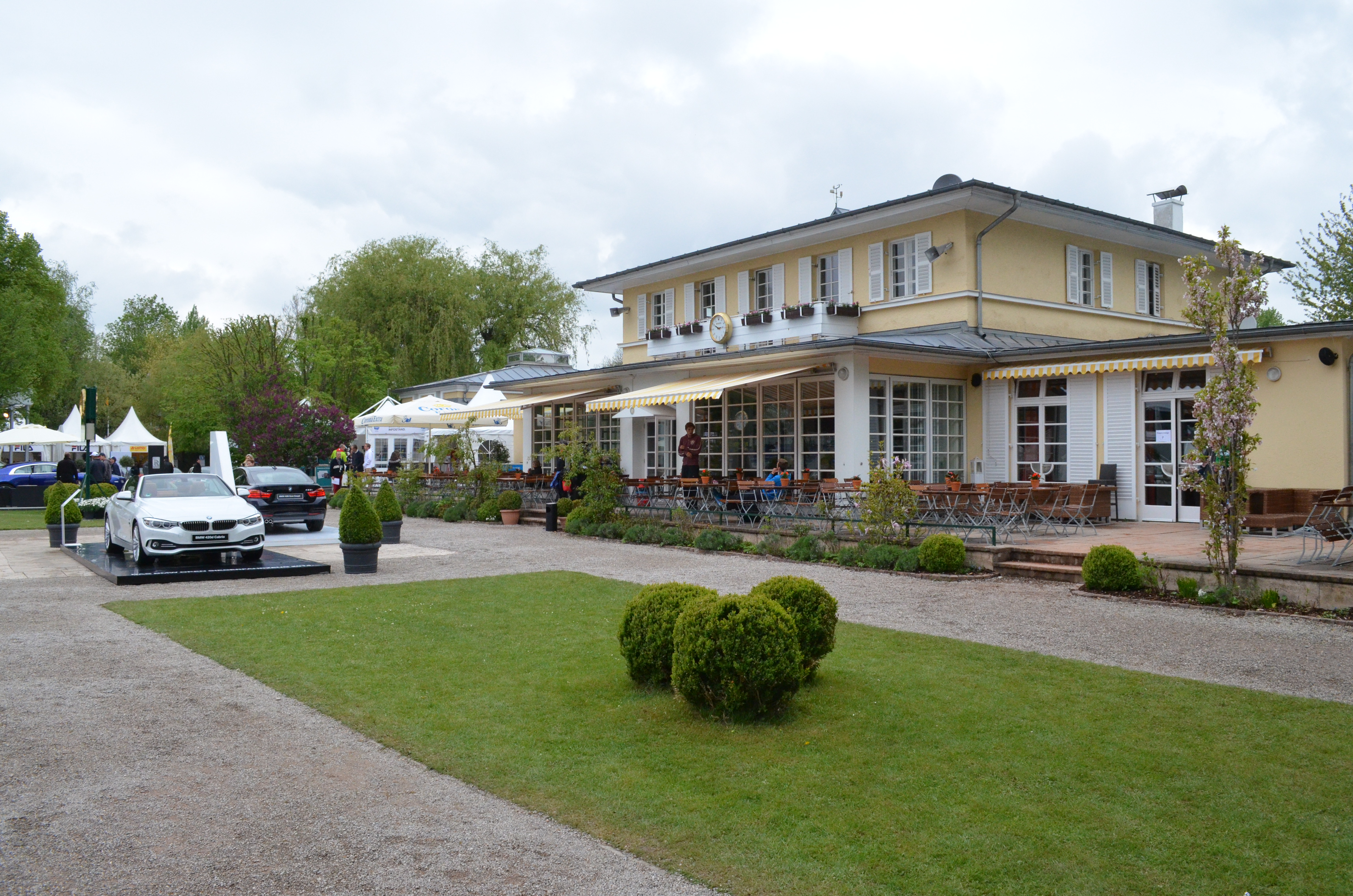
Areál klubu